# コケコッコー
『コケコッコー』は、1988年4月4日から2002年3月29日まで名古屋テレビで、毎週月曜日から金曜日までの週5日間放送されていた帯の情報番組である。中京広域圏向けのローカル番組である。

## 概要
「おはよう名古屋テレビです」をリニューアルしてスタートした。時刻表示では秒まで表示していた。放送開始当初は前半30分は中高生向けの「ヤング・コケコッコー」(ヤンコケ)、後半1時間は主婦向けの情報番組として放送していた。

## 放送時間
| 期間    | 期間    | 放送時間（日本時間）                 |
| ------- | ------- | ------------------------------------ |
| 1988.04 | 1988.07 | 月曜日 - 金曜日 7:00 - 8:30（090分） |
| 1988.07 | 1993.03 | 月曜日 - 金曜日 7:30 - 8:30（060分） |
| 1993.04 | 1996.09 | 月曜日 - 金曜日 7:15 - 8:00（045分） |
| 1996.10 | 2001.04 | 月曜日 - 金曜日 6:45 - 8:00（075分） |
| 2001.05 | 2002.03 | 月曜日 - 金曜日 6:20 - 8:00（100分） |

## 出演者
MC
- 小島一宏
- 片桐美樹
- 遠藤和子
- 大川敦子
- 勝智久
- 渡辺千佳
- 久野咲恵
- 塚本展子
- 星恭博
- 佐藤裕二
- 齋藤寿幸
- 清水泰子

コメンテイター
- 江森陽弘
- 山田昌
- 加藤敏彦
- 村上不二夫
- 宇野勝
- 水谷研治
- ジョン・ギャスライト
- 今村優理子
- 蓮舫

ほか

### 初期の出演者
- 竹内正美
- 鈴木京子
- 中村教子
- 松岡葵 （月曜前半）
- 水谷若緒 （火曜前半）
- 明日香 （水曜前半）
- キンバリー （木曜前半）
- 渡瀬麻紀 （金曜前半）
- 大倉真理子